# Sándor Petőfi

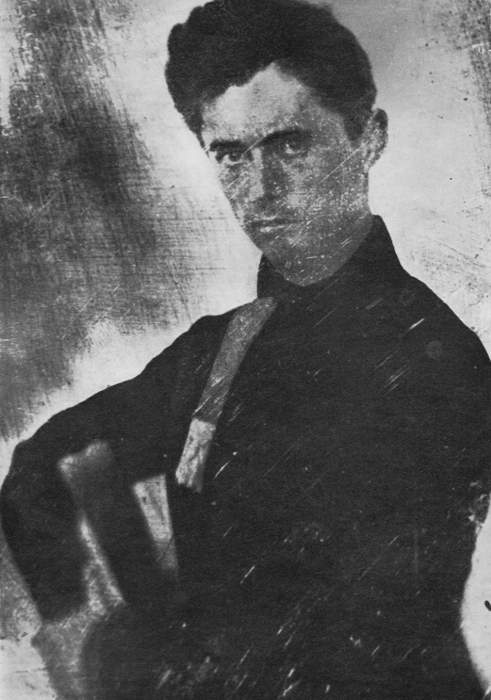
Sándor Petőfi. Dagerrotypi 1847.

Sándor Petőfi, född som Sándor Petrovics den 1 januari 1823 i Kiskőrös, död 31 juli 1849 i Segesvár (idag Sighișoara i Rumänien) (stupad vid slaget i Segesvár), var en ungersk nationalskald och revolutionsledare under revolutionen 1848–1849 tillsammans med Lajos Kossuth.

## Tidigt liv
Sándor Petőfis far var István Petrovics (Stevan Petrović på serbiska), vars modersmål var ungerska (även om han var av serbiskt ursprung), och hans mor var Mária Hrúzová, vars modersmål var slovakiska.
År 1846 träffade han Júlia Szendrey i Transsylvanien. De gifte sig nästa år, trots motstånd från hennes far, och tillbringade sin smekmånad på greve Sándor Telekis slott, den enda aristokraten bland Petöfis vänner.

## Politisk karriär
Petőfi blev med tiden allt mer besatt av tankar på en global revolution. Han och Júlia flyttade till Pest, där han gick med i en grupp av likasinnade studenter och intellektuella som regelbundet träffade på Café Pilvax. De arbetade på att främja ungerska som språket i litteratur och teater, som tidigare grundat sig på tyska. Den första permanenta ungerska teatern (Pesti Magyar Színház), som senare blev Nationalteatern, öppnades under den tiden (1837).
Bland de olika unga ledarna för revolutionen i Ungern 1848, som kallas Márciusi Ifjak (Ungdomar i mars), var Petőfi nyckelfigur för att starta revolutionen i Pest. Han var medförfattare, respektive författare, av de två viktigaste skriftliga dokumenten, 12 Pont, som krav till Habsburgs generalguvernören) och "Nemzeti Dal", hans revolutionära dikt.

## Eftermäle
Asteroiden 4483 Petőfi är uppkallad efter honom.